# 蘇竟
蘇竟（?—?），字伯況，司隸扶風平陵县人，西漢末期、东汉初期政治人物、武将。

## 生平
| 姓名           | 蘇竟                                                                        |
| 時代           | 西漢時代 - 东汉時代                                                         |
| 生没年         | 〔不詳〕                                                                    |
| 字・別号       | 伯況（字）                                                                  |
| 本貫・出身地等 | 司隸扶風平陵县                                                              |
| 職官           | 博士講書（尚書）祭酒〔西漢〕 →代郡中尉〔新〕→代郡太守〔东汉〕 →侍中〔东汉〕 |
| 爵位・号等     | -                                                                           |
| 陣营・所属等   | 漢平帝→孺子嬰→王莽→光武帝                                                   |
| 家族・一族     | 〔不詳〕                                                                    |

漢平帝时，蘇竟因为明《易经》，任博士講書（書经）祭酒。善长图緯（預言書），通百家之言。王莽建立新朝，劉歆一起校書（比較考量書籍、校勘異同正誤），任命为代郡中尉。当時，匈奴在边境侵扰活動，蘇竟善保代郡一郡。
汉光武帝即位，还是任命蘇竟为代郡太守，守備边塞，防备匈奴的進攻。建武五年（29年）冬，盧芳攻略北方諸郡，光武帝派偏将軍隨弟屯駐代郡。当時，蘇竟病重，派軍队交给隨弟，他归还洛陽向光武帝謝罪。之後，被任命为侍中，因病在数月之后罷免。
延岑護軍鄧仲況割据南陽郡陰县，劉歆兄子劉龔为謀主。当时蘇竟在南陽，他写信给鄧仲況、劉龔，劝他们归降。劉龔、鄧仲況最终归降。蘇竟不自夸功績，秘密修习道術为乐，作《記誨篇》等文章传世。卒年不明，年七十岁去世。

## 延伸阅读
[在维基数据编辑]
 《後漢書/卷30上》，出自范晔《後漢書》
 《東觀漢記》